# Puchar Niemiec w piłce siatkowej mężczyzn (2023/2024)

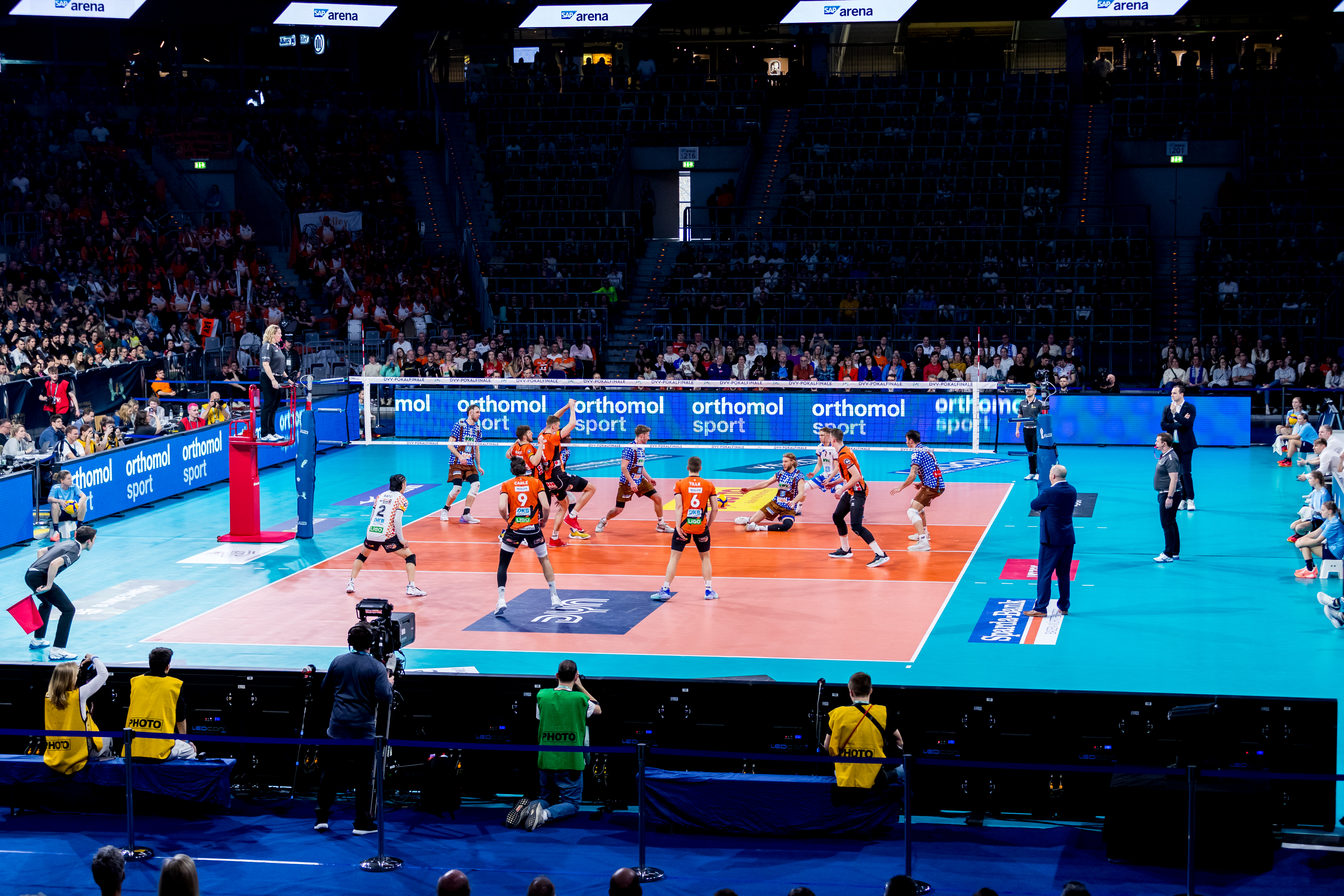
Mecz finałowy pomiędzy drużynami WWK Volleys Herrsching a Berlin Recycling Volleys

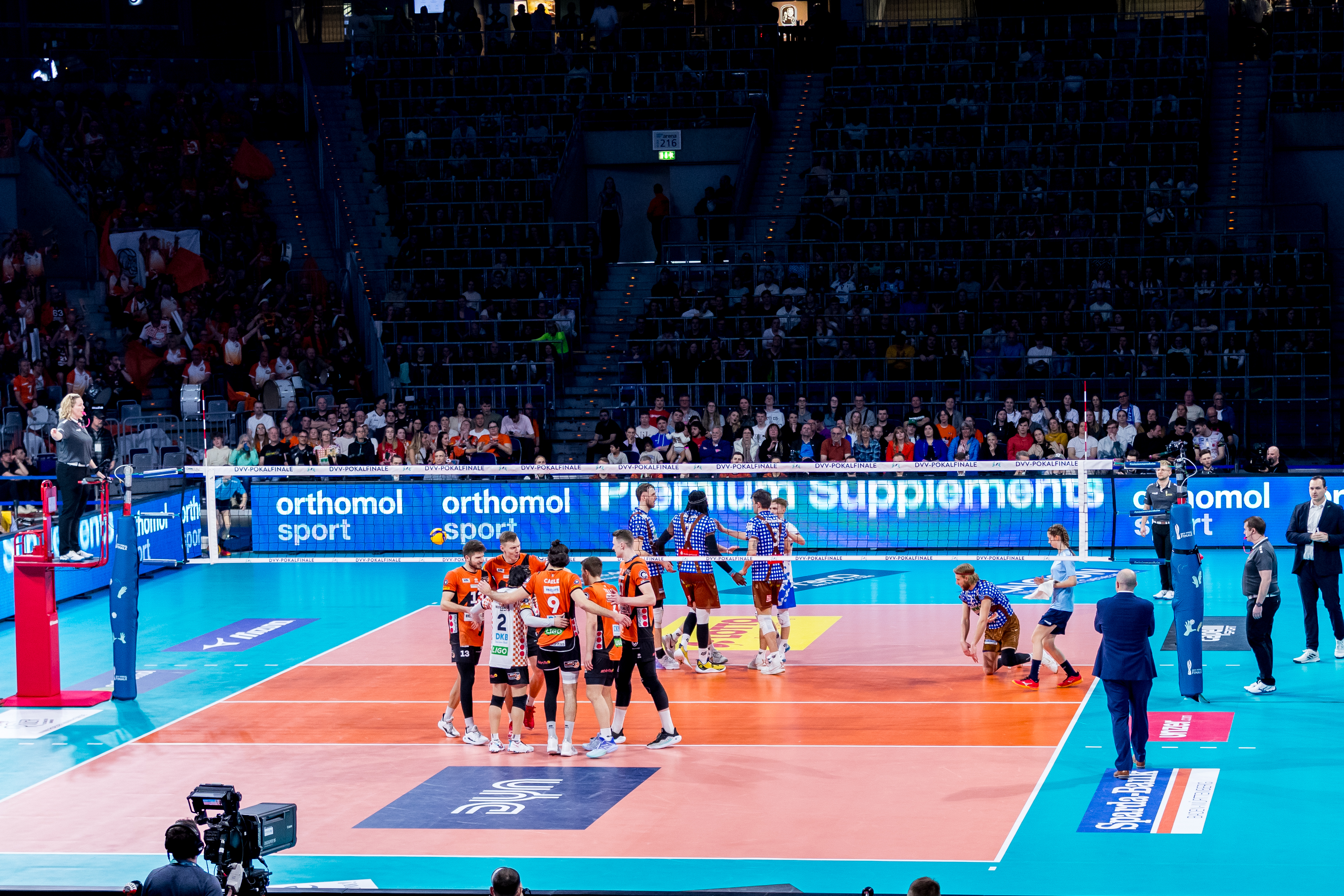
Mecz finałowy pomiędzy drużynami WWK Volleys Herrsching a Berlin Recycling Volleys

Puchar Niemiec w piłce siatkowej mężczyzn 2023/2024 (oficjalnie DVV-Pokal der Männer 2023/2024) – 52. edycja rozgrywek o siatkarski Puchar Niemiec zorganizowana przez Niemiecki Związek Piłki Siatkowej (Deutsche Volleyball-Verband, DVV) oraz stowarzyszenie Volleyball-Bundesliga. Zainaugurowana została 21 października 2023 roku.
W Pucharze Niemiec uczestniczyły kluby grające w 1. Bundeslidze oraz zdobywcy pucharów regionalnych. Rozgrywki składały się z rundy kwalifikacyjnej, 1/8 finału, ćwierćfinałów, półfinałów oraz finału. We wszystkich rundach rywalizacja toczyła się w systemie pucharowym.
Finał odbył się 3 marca 2024 roku w SAP Arenie w Mannheimie. Po raz siódmy Puchar Niemiec zdobył Berlin Recycling Volleys, który w finale pokonał WWK Volleys Herrsching. Najlepszym zawodnikiem finału wybrany został Johannes Tille.

## System rozgrywek
Puchar Niemiec w sezonie 2023/2024 składał się z rundy kwalifikacyjnej, 1/8 finału, ćwierćfinałów, półfinałów i finału. We wszystkich rundach rywalizacja toczyła się w systemie pucharowym, a o awansie decydowało jedno spotkanie.
Pary meczowe w poszczególnych rundach (z wyjątkiem rundy kwalifikacyjnej) wyłaniane były w drodze losowania. Losowanie par 1/8 finału odbyło się 26 czerwca, ćwierćfinałów – 6 listopada, natomiast półfinałów – 18 listopada.
Pary rundy kwalifikacyjnej ustalone zostały według poniższego klucza:
- para 1: zdobywca Pucharu Regionu Nordost – zdobywca Pucharu Regionu Nordwest;
- para 2: zdobywca Pucharu Regionu Nord – zdobywca Pucharu Regionu West;
- para 3: zdobywca Pucharu Regionu Südost – zdobywca Pucharu Regionu Südwest;
- para 4: zdobywca Pucharu Regionu Süd – zdobywca Pucharu Regionu Ost.

W 1/8 finału w pierwszej kolejności do drużyn, które awansowały z rundy kwalifikacyjnej, dolosowywane były zespoły grające w 1. Bundeslidze.

## Drużyny uczestniczące
W Pucharze Niemiec w sezonie 2023/2024 uczestniczyło 20 drużyn: wszystkie grające w 1. Bundeslidze oraz zwycięzcy pucharów regionalnych.
| 1. Bundesliga (12 drużyn)    | 1. Bundesliga (12 drużyn) |
| ---------------------------- | ------------------------- |
| ASV Dachau                   | 1/8 finału                |
| Baden Volleys SSC Karlsruhe  | 1/8 finału                |
| Berlin Recycling Volleys     | zwycięstwo                |
| Energiequelle Netzhoppers KW | 1/8 finału                |
| FT 1844 Freiburg             | ćwierćfinał               |
| Helios Grizzlys Giesen       | półfinał                  |
| SVG Lüneburg                 | półfinał                  |
| SWD powervolleys Düren       | ćwierćfinał               |
| TSV Haching München          | 1/8 finału                |
| VC Bitterfeld-Wolfen         | ćwierćfinał               |
| VfB Friedrichshafen          | 1/8 finału                |
| WWK Volleys Herrsching       | finał                     |

| 2. Bundesliga (8 drużyn)          | 2. Bundesliga (8 drużyn) | 2. Bundesliga (8 drużyn) |
| --------------------------------- | ------------------------ | ------------------------ |
| Zdobywca Pucharu Regionu Nord     | Kieler TV                | runda kwalifikacyjna     |
| Zdobywca Pucharu Regionu Nordost  | SV Lindow-Gransee        | runda kwalifikacyjna     |
| Zdobywca Pucharu Regionu Nordwest | FC Schüttorf 09          | 1/8 finału               |
| Zdobywca Pucharu Regionu Ost      | Blue Volleys Gotha       | ćwierćfinał              |
| Zdobywca Pucharu Regionu Süd      | TV Rottenburg            | runda kwalifikacyjna     |
| Zdobywca Pucharu Regionu Südost   | SV Schwaig               | runda kwalifikacyjna     |
| Zdobywca Pucharu Regionu Südwest  | TuS Kriftel              | 1/8 finału               |
| Zdobywca Pucharu Regionu West     | TuS Mondorf              | 1/8 finału               |

## Rozgrywki

### Runda kwalifikacyjna
| 21.10.2023 18:00 (UTC+2) | SV Lindow-Gransee | 1:3 (25:27, 25:22, 23:25, 20:25) raport scoresheet | FC Schüttorf 09 | Dreifelderhalle, Gransee Widzów: 200 Sędziowie: Sebastian Tominski i Michael Cieslack MVP: Marcin Kapuśniak |

| 21.10.2023 19:30 (UTC+2) | Kieler TV | 0:3 (19:25, 18:25, 19:25) raport scoresheet | TuS Mondorf | Hein-Dahlinger-Halle, Kilonia Widzów: 186 Sędziowie: Torben Freund i Meike Dreher |

| 22.10.2023 16:00 (UTC+2) | SV Schwaig | 1:3 (24:26, 17:25, 25:19, 23:25) raport scoresheet | TuS Kriftel | Hans-Simon-Halle, Schwaig bei Nürnberg Widzów: 119 Sędziowie: Erik Lachmann i Emilija Ivic MVP: Lauritz Jastrow |

| 22.10.2023 16:00 (UTC+2) | TV Rottenburg | 0:3 (23:25, 23:25, 20:25) raport scoresheet | Blue Volleys Gotha | Volksbank Arena, Rottenburg am Neckar Widzów: 300 Sędziowie: Iliya Matev i Stefan Molnár |

### 1/8 finału
| 8.11.2023 19:00 (UTC+1) | FC Schüttorf 09 | 1:3 (25:22, 13:25, 19:25, 21:25) raport scoresheet | WWK Volleys Herrsching | Vechtehalle, Schüttorf Widzów: 473 Sędziowie: Markus Zyber i Lea Becker MVP: Filip John |

| 4.11.2023 20:00 (UTC+1) | TuS Mondorf | 2:3 (28:30, 25:17, 22:25, 32:30, 13:15) raport scoresheet | SWD powervolleys Düren | Hardtberghalle, Bonn Widzów: 852 Sędziowie: Thomas Kirn i Miriam Merkelbach MVP: Dimitris Muchlias |

| 4.11.2023 20:00 (UTC+1) | TuS Kriftel | 0:3 (18:25, 21:25, 20:25) raport scoresheet | FT 1844 Freiburg | Sporthalle der Weingartenschule, Kriftel Widzów: 300 Sędziowie: Selina Hafner i Oana Forțu MVP: Fabian Hosch |

| 5.11.2023 16:00 (UTC+1) | Blue Volleys Gotha | 3:0 (25:15, 25:18, 25:16) raport scoresheet | Energiequelle Netzhoppers KW | Ernestiner Sporthalle, Gotha Widzów: 150 Sędziowie: Enrico Immig i Jennifer Hesse MVP: Erik Niederlücke |

| 4.11.2023 20:00 (UTC+1) | VfB Friedrichshafen | 2:3 (20:25, 25:22, 28:26, 19:25, 13:15) raport scoresheet | Berlin Recycling Volleys | Spacetech Arena, Friedrichshafen Widzów: 1000 Sędziowie: Benedikt Geukes i Daniel Apanowicz MVP: Robert Täht |

| 4.11.2023 18:30 (UTC+1) | SVG Lüneburg | 3:0 (25:21, 25:17, 25:15) raport scoresheet | Baden Volleys SSC Karlsruhe | LKH Arena, Lüneburg Widzów: 1778 Sędziowie: Timo Schaper i Dietmar Carter MVP: Matthew Knigge |

| 4.11.2023 17:00 (UTC+1) | ASV Dachau | 1:3 (15:25, 25:18, 24:26, 22:25) raport scoresheet | VC Bitterfeld-Wolfen | Sporthalle der FOS/BOS, Unterschleißheim Widzów: 100 Sędziowie: Mahmoud Alburdeini i Stephan Müller MVP: Matúš Jalovecký |

| 5.11.2023 15:00 (UTC+1) | Helios Grizzlys Giesen | 3:0 (25:15, 25:11, 25:16) raport scoresheet | TSV Haching München | Volksbank-Arena, Hildesheim Widzów: 1387 Sędziowie: Tobias Markfeld i Torben Freund MVP: Hauke Wagner |

### Ćwierćfinały
| 18.11.2023 19:00 (UTC+1) | SVG Lüneburg | 3:1 (25:12, 22:25, 25:12, 25:17) raport scoresheet | VC Bitterfeld-Wolfen | LKH Arena, Lüneburg Widzów: 1532 Sędziowie: Janita Richter i Erik Lachmann MVP: Yann Böhme |

| 18.11.2023 19:30 (UTC+1) | Helios Grizzlys Giesen | 3:0 (25:17, 25:13, 25:12) raport scoresheet | FT 1844 Freiburg | Volksbank-Arena, Hildesheim Widzów: 913 Sędziowie: Lars Wuhnow i Tobias Markfeld MVP: Hauke Wagner |

| 18.11.2023 20:00 (UTC+1) | WWK Volleys Herrsching | 3:2 (25:23, 21:25, 13:25, 27:25, 15:12) raport scoresheet | SWD powervolleys Düren | Nikolaushalle, Herrsching am Ammersee Widzów: 650 Sędziowie: Jörg Kellenberger i Mahmoud Alburdeini MVP: Filip John |

| 19.11.2023 16:00 (UTC+1) | Blue Volleys Gotha | 0:3 (23:25, 19:25, 18:25) raport scoresheet | Berlin Recycling Volleys | Goldberghalle, Ohrdruf Widzów: 800 Sędziowie: Tobias Markfeld i Marko Schulz MVP: Johannes Tille |

### Półfinały
| 6.12.2023 19:00 (UTC+1) | Helios Grizzlys Giesen | 0:3 (20:25, 14:25, 14:25) raport scoresheet | WWK Volleys Herrsching | Volksbank-Arena, Hildesheim Widzów: 1712 Sędziowie: Markus Zyber i Stefan Preyß MVP: Leonard Graven |

| 6.12.2023 19:30 (UTC+1) | Berlin Recycling Volleys | 3:2 (25:20, 21:25, 25:19, 16:25, 15:11) raport scoresheet | SVG Lüneburg | Max-Schmeling-Halle, Berlin Widzów: 3614 Sędziowie: Stephan Müller i Robert Ließ MVP: Marek Šotola |

### Finał

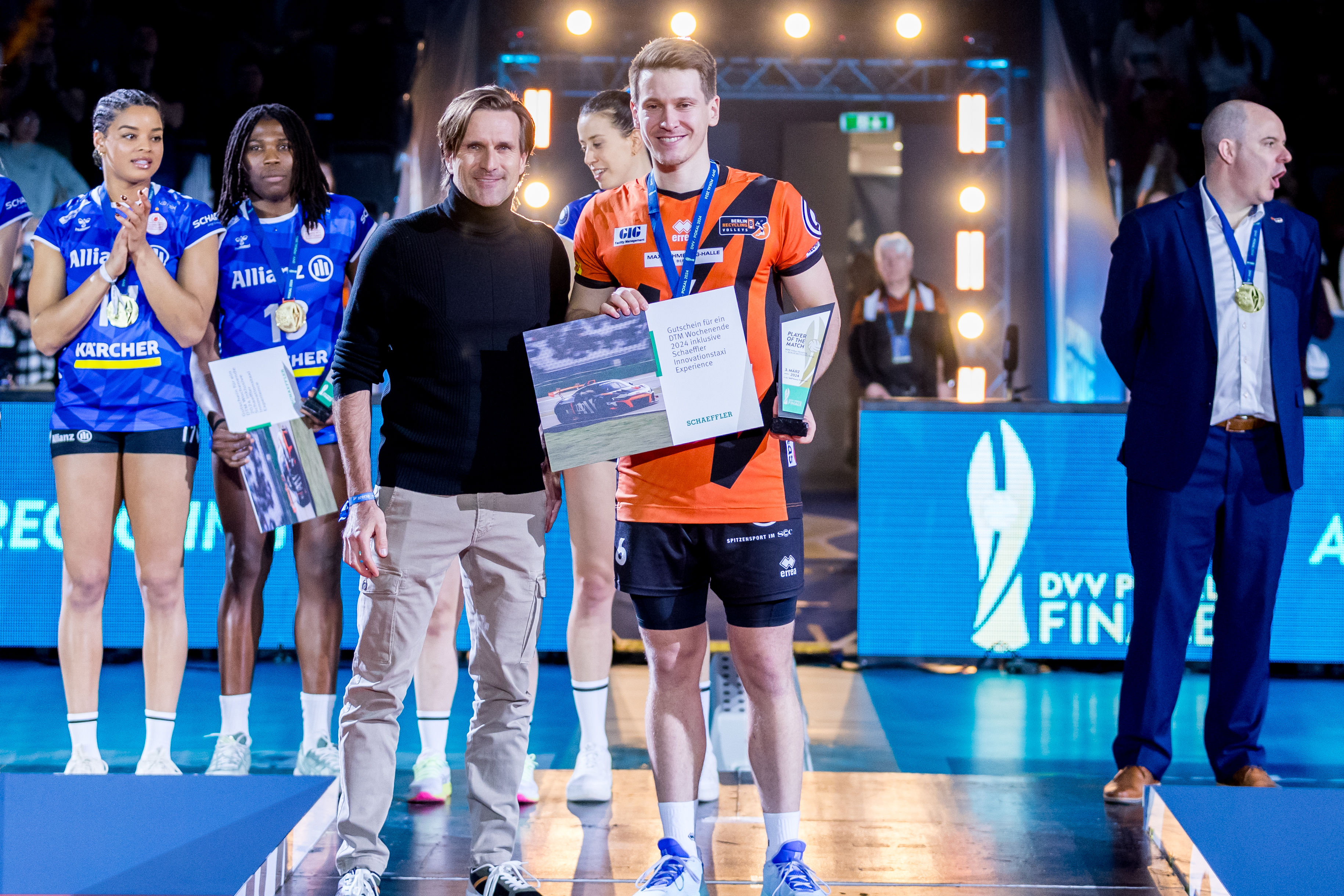
Johannes Tille MVP finału Pucharu Niemiec (2023/2024)

| 3.03.2024 (UTC+1) | WWK Volleys Herrsching | 0:3 (13:25, 18:25, 23:25) raport scoresheet | Berlin Recycling Volleys | SAP Arena, Mannheim Widzów: 10 887 Sędziowie: Jennifer Hesse i Lars Wuhnow MVP: Johannes Tille |